# 穴川インターチェンジ

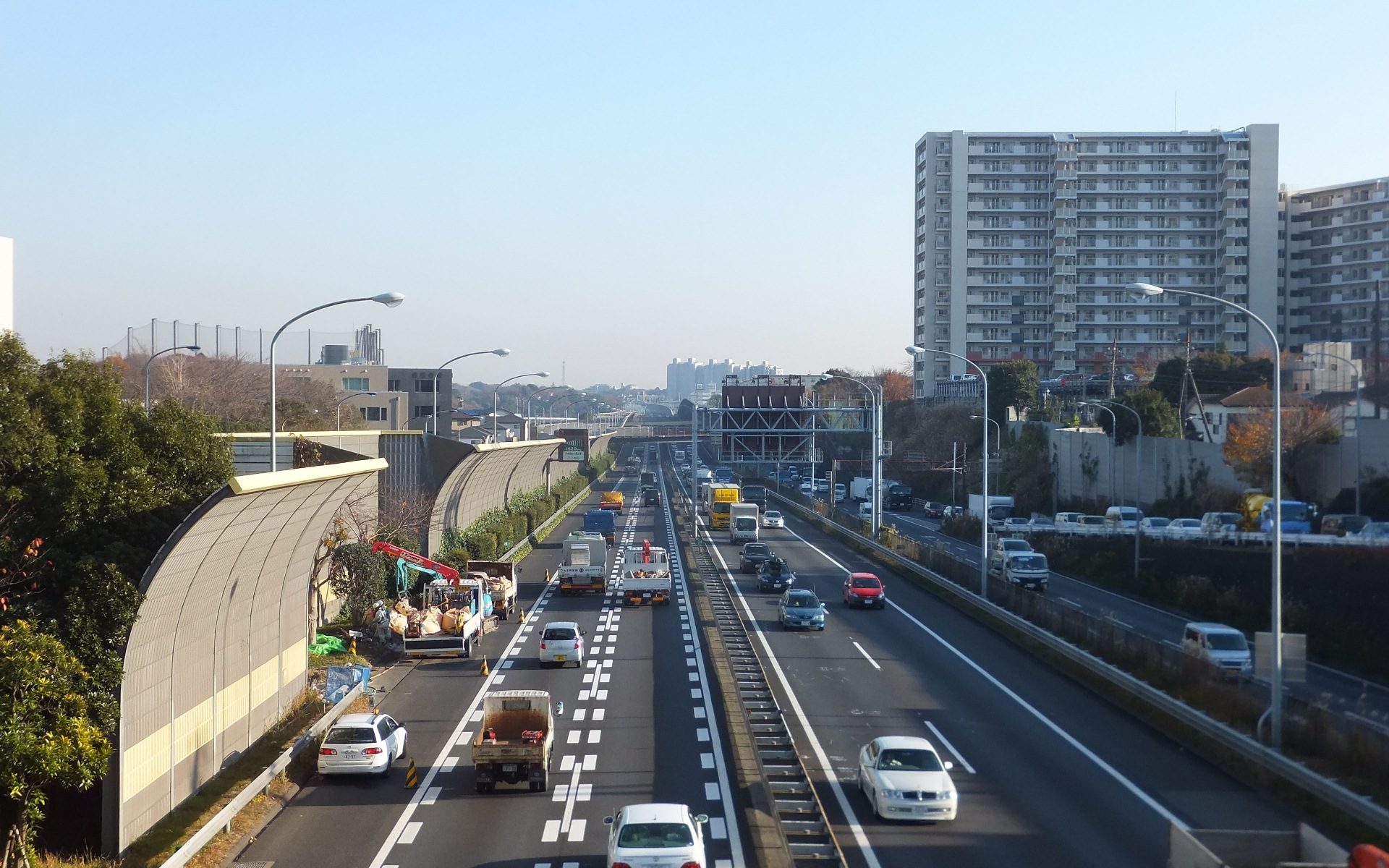
穴川インターより下り方

穴川インターチェンジ（あながわインターチェンジ）は千葉県千葉市稲毛区天台・萩台町、若葉区殿台町にある京葉道路のインターチェンジであり、渋滞の名所として知られている。
千葉県総合運動場の最寄の出口となっており、東関東自動車道の千葉北ICは当ICから国道16号を八千代方面に3kmほど進んだところにある。
京葉道路はここを境に東京方面は国道14号、蘇我方面は国道16号となっている。

## 出入口
このICは出入口位置が方面・流出入で異なり、3カ所の出入口が存在する。このため、それぞれの出入口が別のIC名称で呼ばれることもある。
- 上り線入口・下り線出口（穴川西IC）：〒263-0011　千葉市稲毛区天台町
- 下り線入口（穴川中IC）：〒263-0012　千葉市稲毛区萩台町
- 上り線出口（穴川東IC）：〒264-0036　千葉市若葉区殿台町

## 接続する道路
- E14京葉道路(8番)
- 国道16号
- 国道126号

## 周辺
上り線入口・下り線出口（穴川西IC）
- 千葉都市モノレール2号線穴川駅
- 千葉県総合運動場
- 千葉市動物公園
- 園生貝塚

下り線入口（穴川中IC）
- 白幡神社
- 千葉市立千草台中学校
- 千葉市立千草台小学校

上り線出口（穴川東IC）
- みつわ台大通り

## 隣
E14 京葉道路
(7-1)宮野木JCT/千葉西TB - (8)穴川IC - (9)貝塚IC